# Playa de La Cueva
La playa de La Cueva es una playa aislada, rodeada de acantilados, está situada en el concejo asturiano de Cudillero y pertenece a la localidad española de Oviñana. La playa está protegida dentro del paraje natural de la costa occidental y está catalogada como Paisaje protegido, ZEPA y LIC.

## Descripción
Para su localización hay que llegar a uno de los dos núcleos de población más cercanos que son Oviñana o Riego de Abajo. Una vez que se ha llegado a Oviñana, hay que atravesarlo y llegar hasta el Faro de Cabo Vidio que limita la playa por el este. Desde allí hay que realizar un largo descenso por una «caleya» (camino en asturiano) que baja en zig-zag.
La playa continúa por el oriente con la vecina Playa de Peña Doria pero solamente se unen en el periodo de  bajamar. Hay una desembocadura de un riachuelo, no tiene ningún tipo de servicios y se puede llevar la mascota. Las actividades recomendadas son la pesca submarina y la recreativa a caña. Se recomienda tomarse con calma la bajada y subida del largo camino zigzagueante hasta la playa.